# Leifsbudir

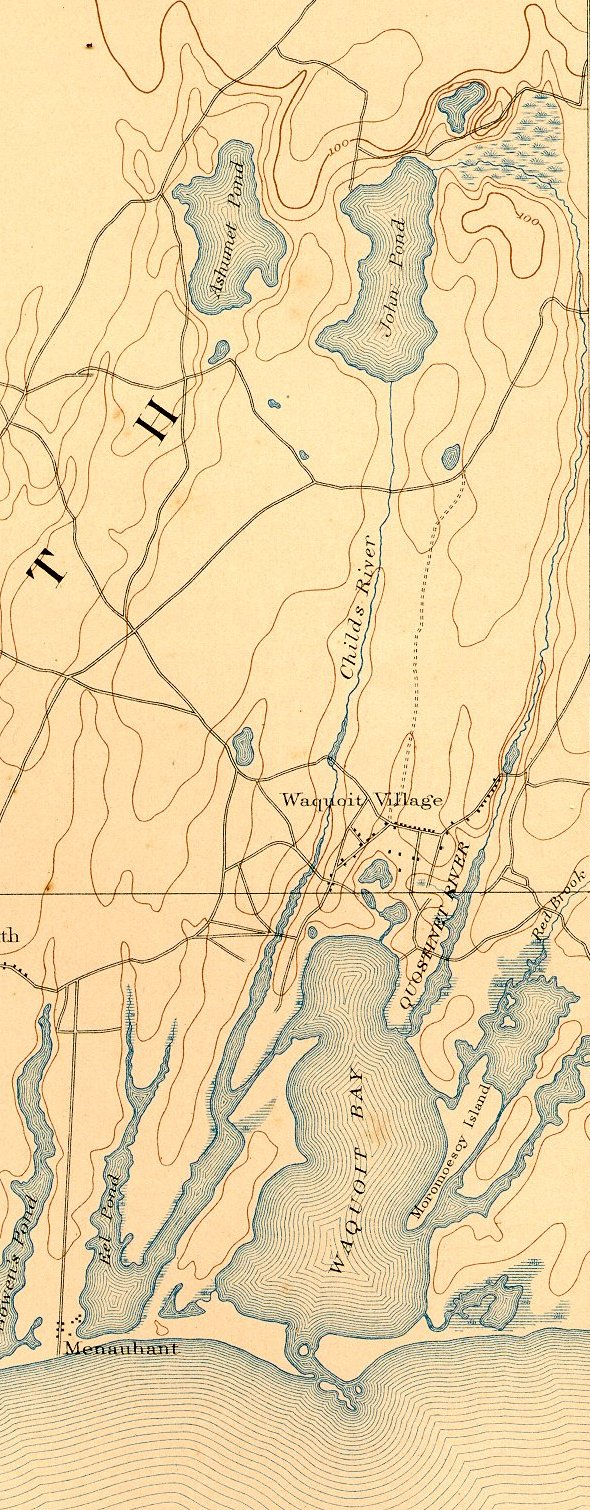
La Badia de Waquoit i els seus voltants.

Leifsbudir (nòrdic antic: Leifsbuðir) va ser un assentament, esmentat a la Saga dels Groenlandesos, fundat per Leif Eriksson en 1000 o 1001 a Vinland.
Més tard, 160 groenlandesos, incloses 16 dones, s'hi van establir sota el lideratge del nòrdic Thorfinn Karlsefni, el primer europeu que entren en contacte amb els Skraelings locals o indis americans. El fill de Karlsefni, Snorri Thorfinnsson, es creu que va estar el primer infant d'ascendència europea a néixer a Amèrica del Nord fora de Groenlàndia. Tanmateix, l'assentament era temporal, i els colons es van veure obligats a abandonar Leifsbúðanar a causa d'una manca de comerç amb els natius i tornaren a Groenlàndia.
Alguns estudiosos (tant historiadors com arqueològics) creuen que Leifsbudir havia estat situat a L'Anse aux Meadows a Terranova.